# Woiwodschaft Opole
Die Woiwodschaft Opole, deutsch Woiwodschaft Oppeln (polnisch województwo opolskie), mit der Hauptstadt Opole ist eine der 16 Woiwodschaften der Republik Polen. Sie befindet sich im Südwesten des Landes und umfasst den westlichen Teil Oberschlesiens, die Region um Opole, ergänzt um die vormals niederschlesischen Kreise Brzeg und Namysłów.
Die Woiwodschaft Opole bildet das Zentrum der deutschen Minderheit in Polen, die mit ihrem Wahlkomitee seit dem Jahr 1998 Anteil an der Verwaltung des dortigen Sejmik hat. 28 Gemeinden der Woiwodschaft sind offiziell zweisprachige Gemeinden.

## Geschichte
Bis zum Jahr 1945 war diese Region Teil der preußischen Provinz Oberschlesien. Nach dem Zweiten Weltkrieg im Jahr 1946 wurde das Gebiet Teil der Woiwodschaft Schlesien (1945–1950).
Eine Woiwodschaft Opole entstand erstmals im Jahr 1950 durch Teilung der Woiwodschaft Schlesien (1945–1950), bei der die Kreise Brzeg und Namysłów der neuen Woiwodschaft angegliedert wurden.
Bei Verwaltungsreformen 1975 und 1998 kam es zu Grenzkorrekturen beziehungsweise zum Gebietsaustausch, siehe Woiwodschaft Opole (1975–1998)

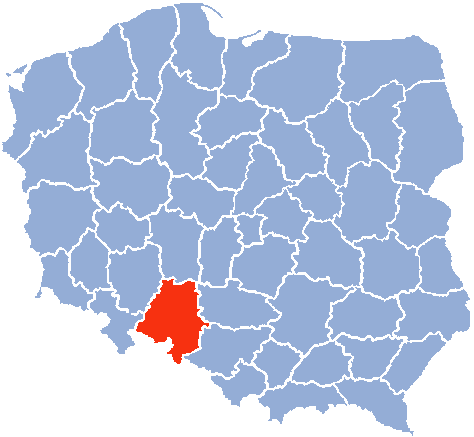
Die Woiwodschaft von 1975 bis 1998

In der dritten Gebietsreform von 1975 wurden der Kreis Racibórz der Woiwodschaft Katowice und ein Teil des Kreises Olesno der Woiwodschaft Częstochowa angeschlossen, damit mit einem Teil der historisch nicht-schlesischen Landschaft Weluner Land, am rechten Ufer der Prosna.
In einer vierten Gebietsreform des Jahres 1999, die anfänglich das Ziel hatte, 12 große Woiwodschaften nach dem Muster der deutschen Länder zu bilden, sollte die Woiwodschaft Opole nach Plänen der polnischen Regierung aufgelöst werden. Der westliche Teil mit den Kreisen Brzeg und Namysłów sollte an die Woiwodschaft Niederschlesien abgetreten werden und der größte Teil der Woiwodschaft sollte zusammen mit der Woiwodschaft Katowice und Teilen der Woiwodschaften Częstochowa und Bielsko-Biała die Woiwodschaft Schlesien bilden.
Die Bevölkerung der Woiwodschaft Opole leistete jedoch enormen Widerstand gegen diese Pläne der Regierung, da durch die Bildung der Woiwodschaft Schlesien der Einfluss der deutschen Minderheit in der Regionalregierung untergehen würde. Der Widerstand wurde dabei nicht allein von der deutschen Minderheit aus der Region, sondern auch von den polnischen Schlesiern und Polen mitgetragen, die sich mit ihrer Woiwodschaft verbunden fühlen.

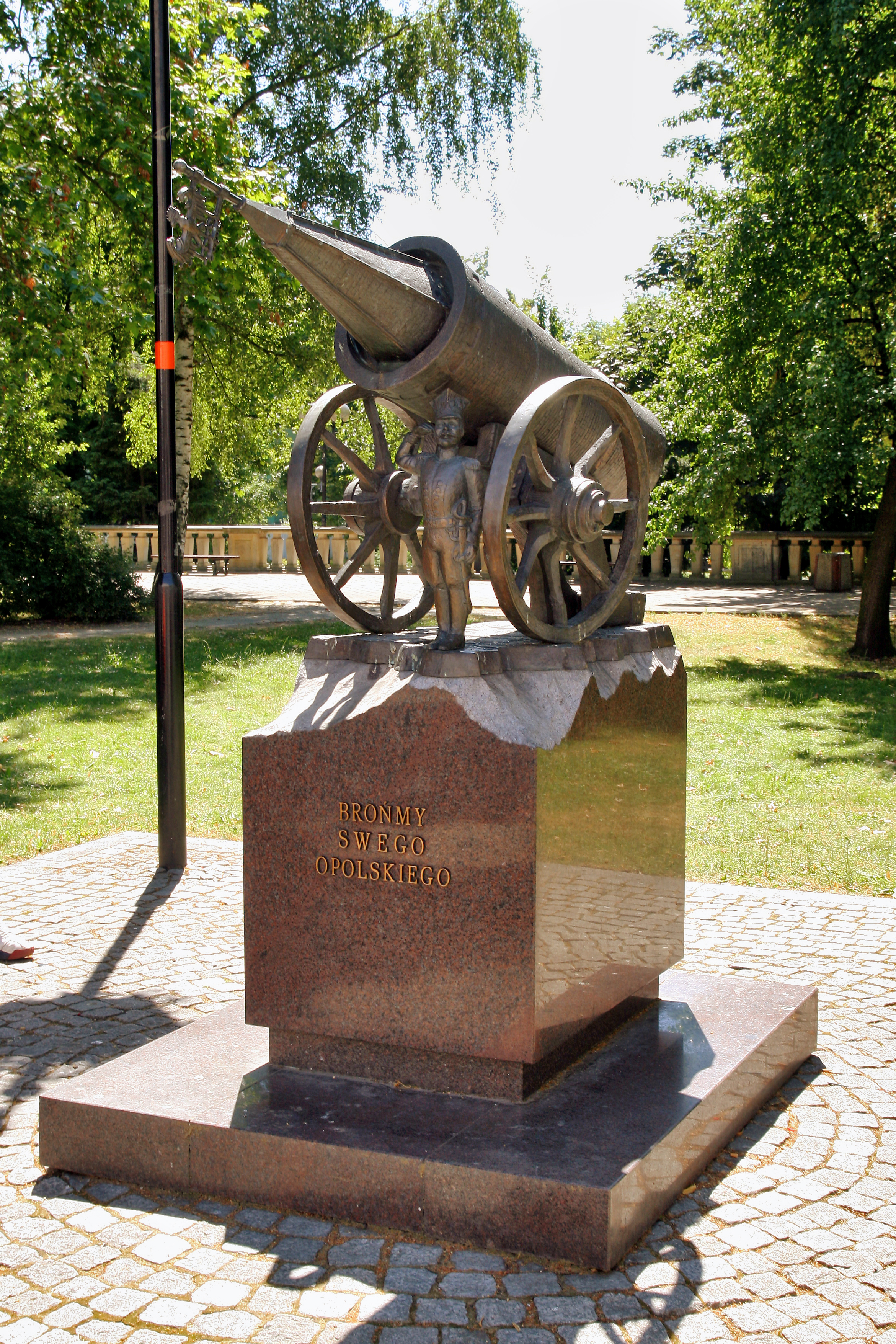
Denkmal zum Erhalt der Woiwodschaft am Plac Wolności in Opole

Mit der Auflösung der Woiwodschaft Częstochowa im Jahr 1999 wurde der Landkreis Olesno nach 24 Jahren schließlich wieder der Woiwodschaft Opole angegliedert. Im Jahr 2006 wurde Radlau zudem die erste offiziell zweisprachige Gemeinde der Woiwodschaft und führte Deutsch als zweite Amtssprache ein.
Die heutige Woiwodschaft Opole entstand aus der von 1975 bis 1998 existierenden gleichnamigen Woiwodschaft.

## Wappen
Beschreibung: In Blau ein völlig goldener gekrönter Adler.

## Verwaltungsgliederung
Die Woiwodschaft Opole ist in 11 Landkreise unterteilt, wobei die Hauptstadt Opole kreisfrei ist. Es gibt zwar auch unter ihrem Namen einen Landkreis, die Stadt gehört ihm aber nicht an.

### Kreisfreie Städte
1. Opole (Oppeln) – 127.839; 149 km²

### Landkreise(Powiaty)
1. Brzeg (Brieg) – 89.282; 876 km²
2. Głubczyce (Leobschütz) – 45.015; 673 km²
3. Kędzierzyn-Koźle (Kandrzin-Cosel) – 93.001; 625 km²
4. Kluczbork (Kreuzburg O.S.) – 65.026; 852 km²
5. Krapkowice (Krappitz) – 63.196; 442 km²
6. Namysłów (Namslau) – 42.543; 748 km²
7. Nysa (Neisse) – 134.864; 1.224 km²
8. Olesno (Rosenberg O.S.) – 63.788; 973 km²
9. Opole (Oppeln) – 123.532; 1.534 km²
10. Prudnik (Neustadt O.S.) – 54.765; 572 km²
11. Strzelce Opolskie (Groß Strehlitz) – 73.923; 744 km²

(Einwohner und Fläche am 31. Dezember 2020)
| Landkreise        | Größte         | Kleinste           |
| ----------------- | -------------- | ------------------ |
| flächenmäßig      | Powiat Opolski | Powiat Krapkowicki |
| bevölkerungsmäßig | Powiat Nyski   | Powiat Namysłowski |

## Geographie

### Landschaft
Die Woiwodschaft Opole liegt im südwestlichen Teil Polens in der Nachbarschaft der Woiwodschaften Niederschlesien, Schlesien, Łódź und Großpolen. Im Süden hat sie eine 208 km lange Staatsgrenze mit Tschechien. Die Landschaft ist überwiegend flach, und weite Teile gehören zur Nizina Śląska (Schlesische Tiefebene). Mittelgebirgslagen sind vor allem im Südwesten mit dem Sudetenvorland und dem Zuckmanteler Bergland (Góry Opawskie) anzutreffen.

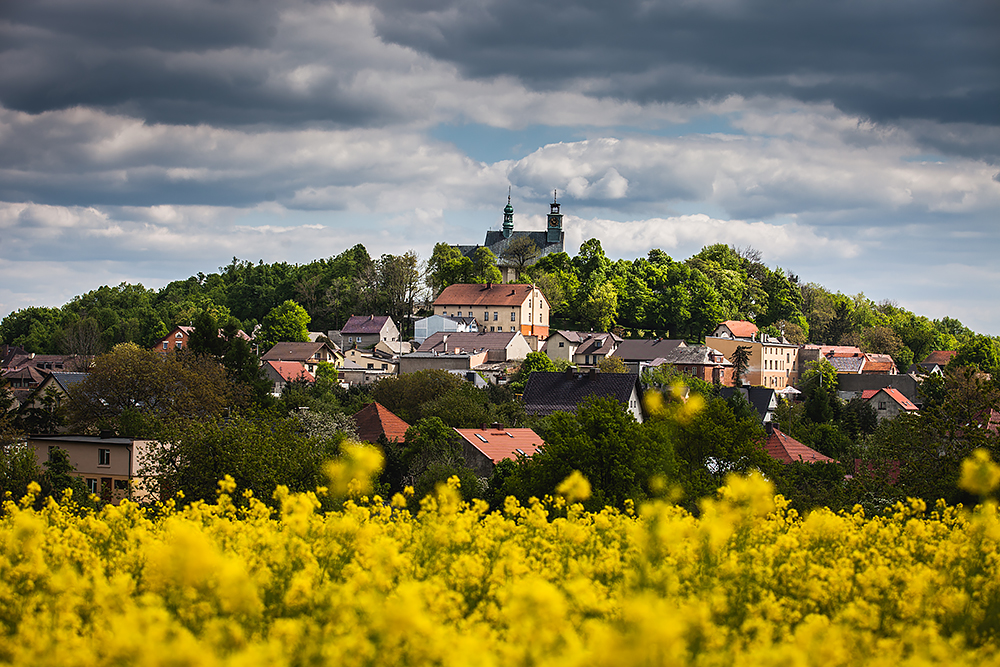
Blick auf den St. Annaberg (Góra Świętej Anny)

Im Osten ist die Woiwodschaft durch die Wyżyna Śląska (Schlesische Hochebene) mit ihrem bis zu 406 Meter hohen St. Annaberg geprägt und im Nordosten befindet sich die Wieluner Hochebene.
Die höchste Erhebung der Region ist die Biskupia Kopa (Bischofskoppe) mit 891 m an der Grenze zur Tschechischen Republik. Die Oder bildet eine Grenze zwischen dem durch Landwirtschaft geprägten Südwesten von dem durch Forstwirtschaft geprägten Nordosten.

### Gewässer
Die wichtigsten Flüsse der Woiwodschaft Opole sind:
| - Oder - Nysa Kłodzka (Glatzer Neiße) - Stobrawa (Stober) - Prosna - Mała Panew (Malapane) - Kłodnica (Klodnitz) - Psina (Zinna) | - Osobłoga (Hotzenplotz/Ossa) - Prudnik (Braune) - Złoty Potok (Goldbach/Mieserichbach) - Opawa (Oppa) - Opawica (Goldoppa) - Ścinawa Niemodlińska (Steinau) - Widawa (Weide) |

### Klima
Die Woiwodschaft ist durch ein kontinentales Klima mit warmen Sommern und kalten Wintern gekennzeichnet. Die durchschnittliche Temperatur im Januar beträgt −3 °C und im Juli 18,5 °C. Die Jahresdurchschnittstemperatur liegt bei über 9 °C. Die jährliche Durchschnittszahl von Tagen mit Niederschlag schwankt zwischen 160 und 180. Die jährliche durchschnittliche Schneebedeckung in der Woiwodschaft schwankt zwischen 40 und 60 Tagen und nimmt von Westen nach Osten zu. Der durchschnittliche Jahresniederschlag liegt bei unter 600 mm.
Es herrschen West- und Südwestwindströmungen vor, die zu einer vergleichsweise langen Vegetationsperiode von 200 bis 225 Tagen beitragen.

### Naturschutzgebiete
- Stobrawski Park Krajobrazowy
- Park Krajobrazowy Góra Świętej Anny
- Park Krajobrazowy Góry Opawskie
- Załęczański Park Krajobrazowy

### Nachbarwoiwodschaften
|                              | Woiwodschaft Großpolen          | Woiwodschaft Łódź      |
| Woiwodschaft Niederschlesien |                                 | Woiwodschaft Schlesien |
| Olomoucký kraj Tschechien    | Moravskoslezský kraj Tschechien |                        |

## Bevölkerung

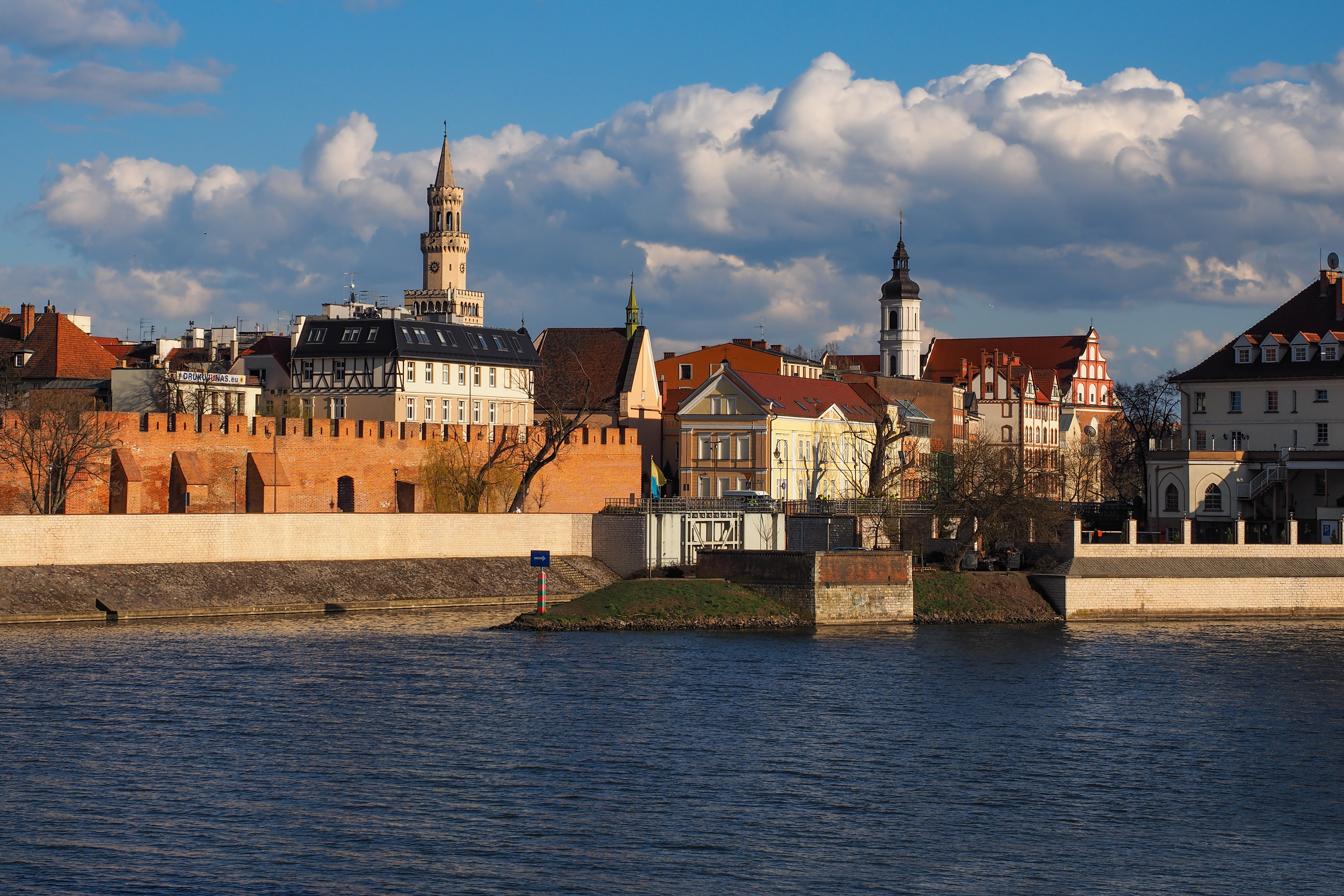
Opole

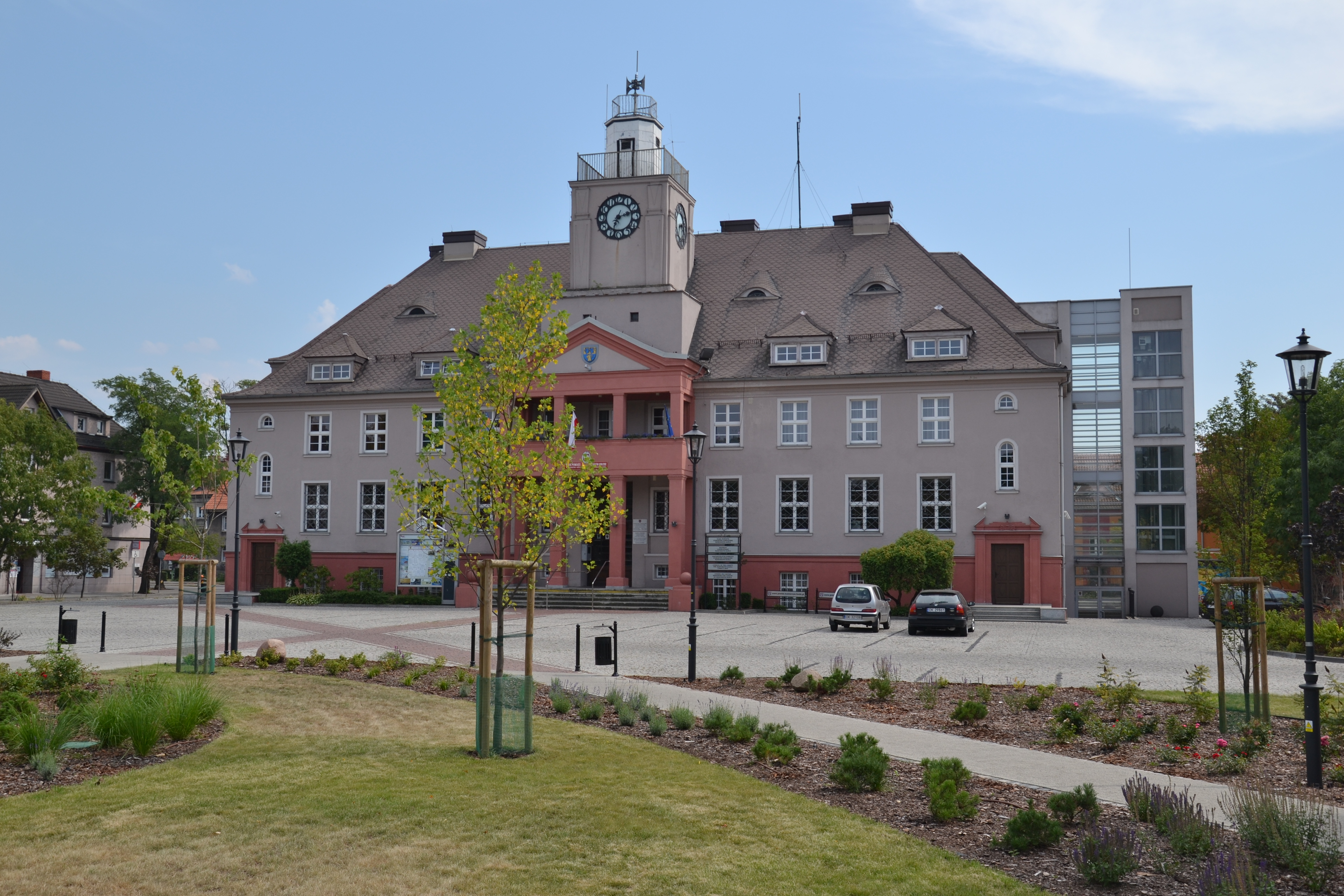
Kędzierzyn-Koźle

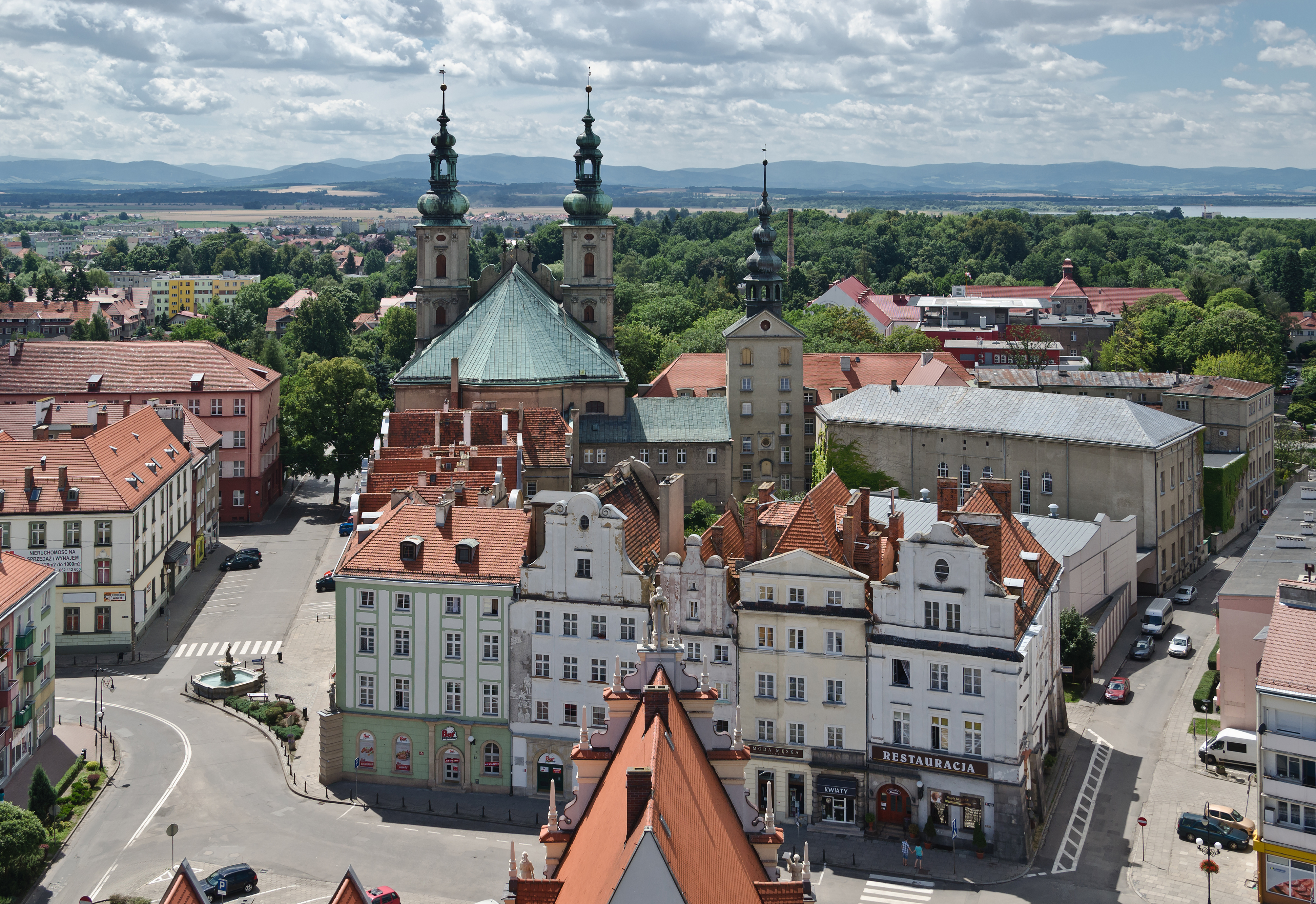
Nysa

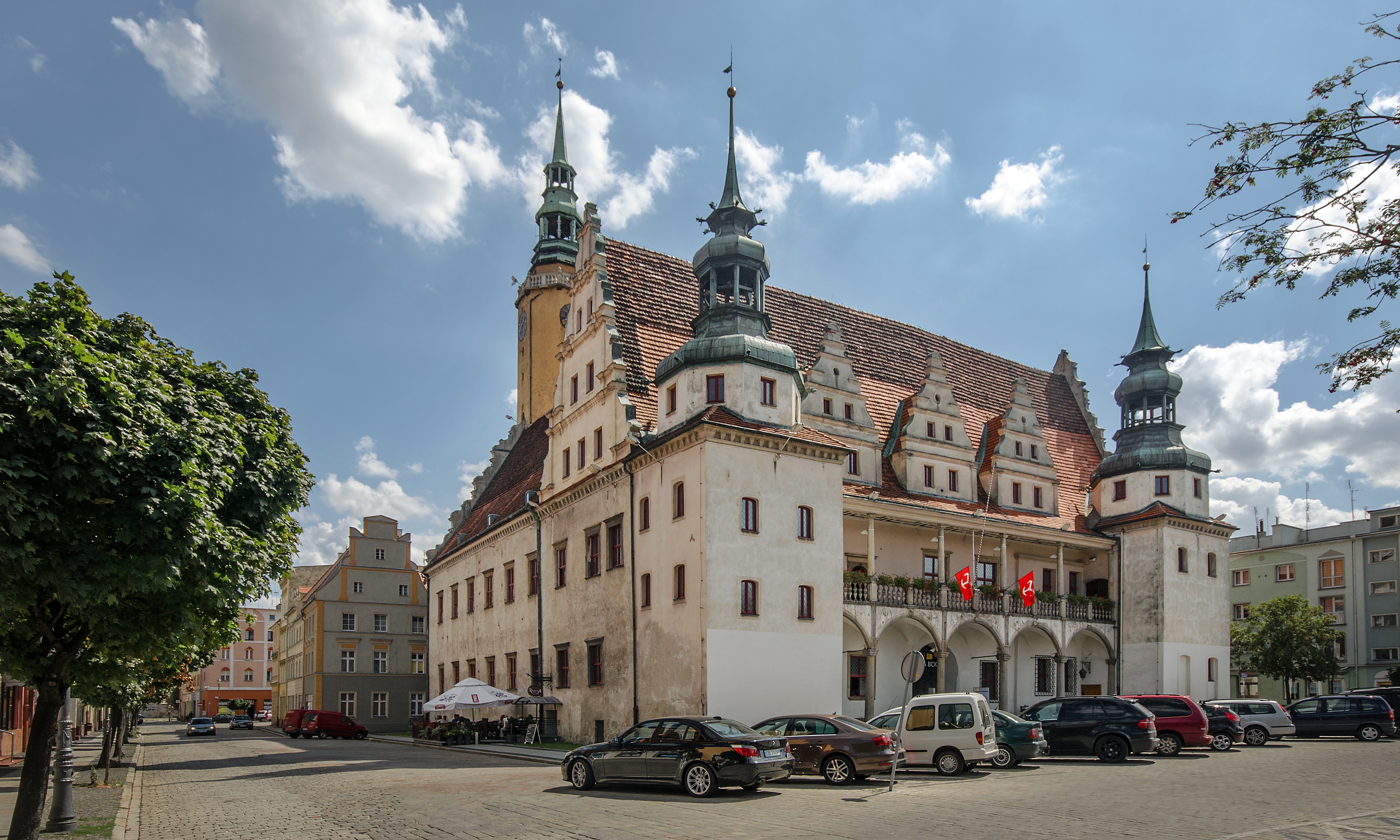
Brzeg

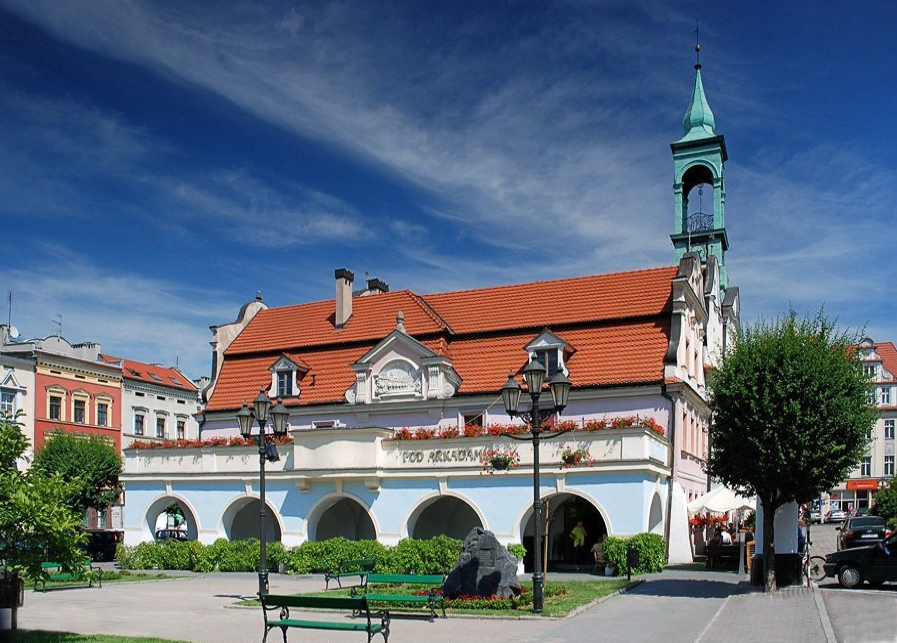
Kluczbork

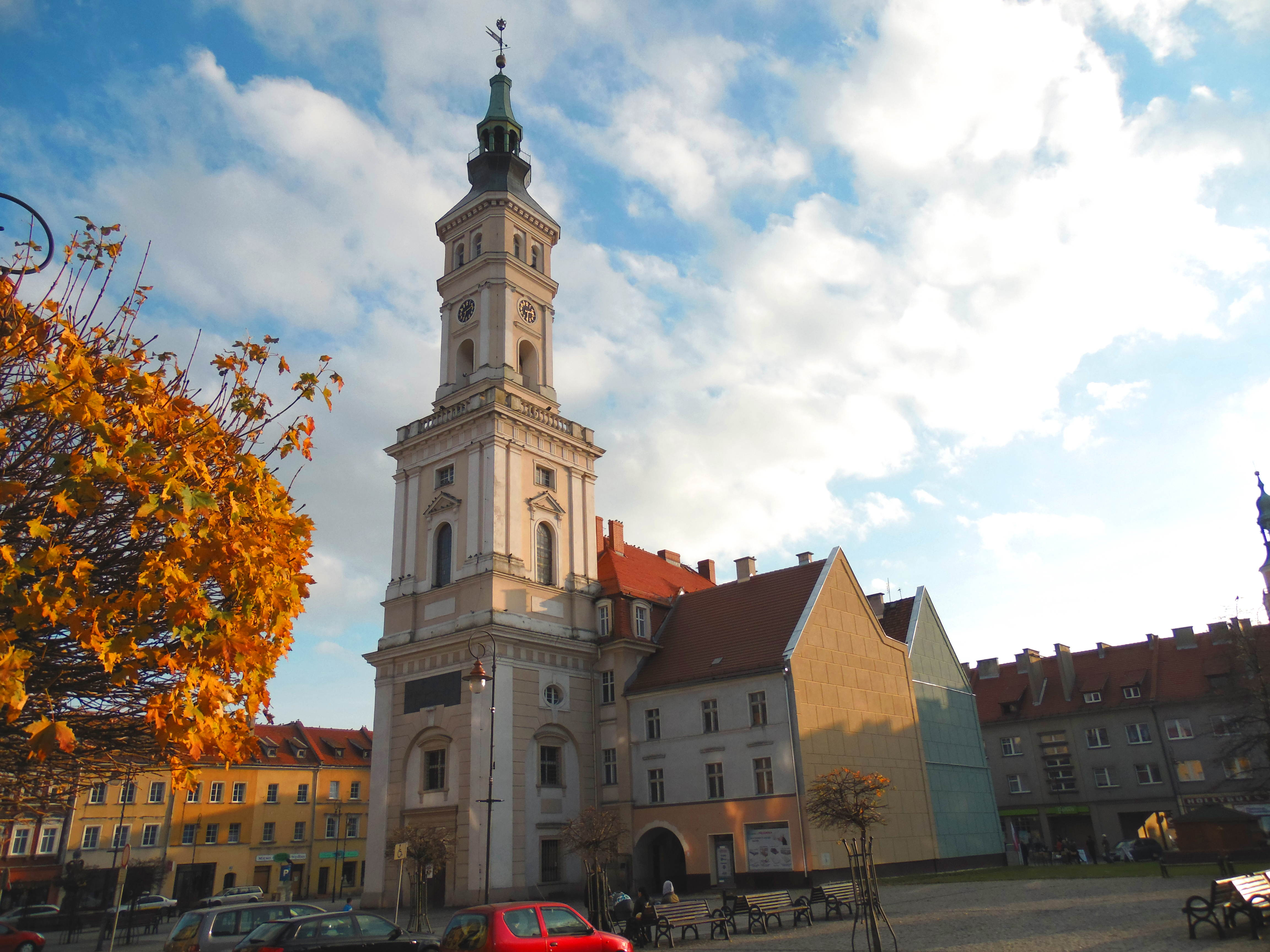
Prudnik

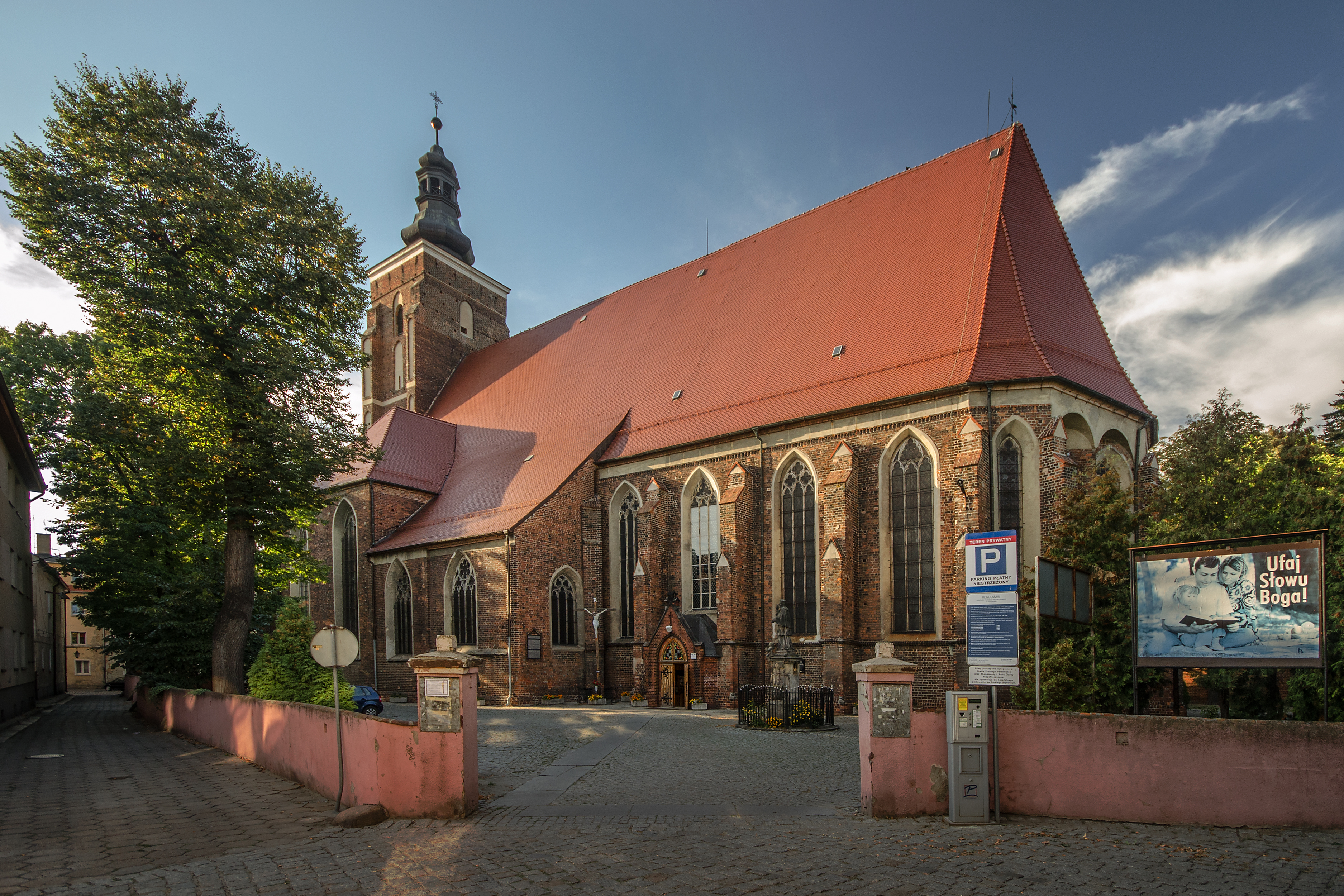
Namysłów

Am 31. Dezember 2019 waren 982.626 Einwohner in der Woiwodschaft Opole gemeldet, davon sind 475.166 Männer (48,36 %) und 507.460 Frauen (51,64 %). Rund 64 Prozent der Bevölkerung lebt in Städten.
Mit rund 104 Einwohnern pro Quadratkilometer ist die Bevölkerungsdichte bezogen auf den landesweiten Durchschnitt leicht unterdurchschnittlich. Am dünnsten ist dabei der Landkreis Namysłów mit 57 Einwohnern pro Quadratkilometer, am dichtesten ist (abgesehen von der Stadt Opole) der Landkreis Kędzierzyn-Koźle mit 150 Einwohnern pro Quadratkilometer besiedelt.

### Lebenserwartung
Im Jahr 2019 betrug die durchschnittliche Lebenserwartung in der Woiwodschaft Opole bei Männern 74,5 Jahre und bei Frauen 82 Jahre.

### Größte Städte
Die einzige Großstadt der Woiwodschaft ist die Provinzhauptstadt Opole.
| Stadt             | Deutscher Name | Einwohner 31. Dezember 2020 |
| ----------------- | -------------- | --------------------------- |
| Opole             | Oppeln         | 127.839                     |
| Kędzierzyn-Koźle  | Kandrzin-Cosel | 060.021                     |
| Nysa              | Neisse         | 043.356                     |
| Brzeg             | Brieg          | 035.226                     |
| Kluczbork         | Kreuzburg      | 023.254                     |
| Prudnik           | Neustadt O.S.  | 020.671                     |
| Strzelce Opolskie | Groß Strehlitz | 017.657                     |
| Namysłów          | Namslau        | 016.622                     |
| Krapkowice        | Krappitz       | 015.962                     |
| Głuchołazy        | Bad Ziegenhals | 013.388                     |
| Głubczyce         | Leobschütz     | 012.441                     |
| Zdzieszowice      | Deschowitz     | 011.246                     |

### Einwohnerentwicklung
Im Jahr 1995 waren auf dem Gebiet der heutigen Woiwodschaft Opole knapp 1,1 Millionen Einwohner gemeldet. Seitdem ist die Bevölkerungszahl stetig gesunken, hat im Jahr 2014 die Marke von 1 Million unterschritten und lag 2019 bei rund 983.000 Einwohnern.
| Jahr | Einwohnerzahl Gebiet 1975–1998 | Einwohnerzahl Gebiet seit 1999 |
| ---- | ------------------------------ | ------------------------------ |
| 1975 | 0.971.300                      |                                |
| 1980 | 0.975.000                      |                                |
| 1985 | 1.013.700                      |                                |
| 1990 | 1.018.600                      |                                |
| 1995 | 1.025.200                      | 1.093.172                      |
| 1998 | 1.022.100                      | 1.089.586                      |
| 2000 |                                | 1.070.598                      |
| 2005 |                                | 1.047.407                      |
| 2010 |                                | 1.028.585                      |
| 2015 |                                | 0.996.011                      |
| 2019 |                                | 0.982.626                      |

### 1950
Bei der Gründung der Woiwodschaft Opole im Jahr 1950 lebten hier 870.000 Menschen.
Die hier lebende Bevölkerung setzte sich im Jahr 1950 aus drei unterschiedlichen Gruppen zusammen:
- Autochthone Bevölkerung (Deutsche Schlesier und Polnische Schlesier); Anteil 1950: 55 %
- Repatrianten aus dem ehemaligen Ostpolen und Remigranten, Anteil 1950: 25 %
- Umsiedler aus Zentralpolen, Anteil 1950: 20 %

### 1950er bis 1990er Jahre – Abwanderung der einheimischen Bevölkerung
Durch Abwanderung der autochthonen Bevölkerung, die als Aussiedler in die Bundesrepublik übersiedelte, sank deren Anteil an der Gesamtbevölkerung in der Woiwodschaft kontinuierlich:
- 1950 ca. 55 % autochthone Bevölkerung
- 1965 ca. 44 % autochthone Bevölkerung
- 1977 ca. 38 % autochthone Bevölkerung
- 1989  <  30 % autochthone Bevölkerung
- 1990er ca. 20 % autochthone Bevölkerung[12]

### Beginn des 21. Jahrhunderts
Die Volkszählung aus dem Jahr 2002 ergab folgendes Ergebnis für die Woiwodschaft Oppeln:
| Nationalität | abgegebene Stimmen | in Prozent |
| ------------ | ------------------ | ---------- |
| polnisch     | 869.300            | 81,62 %    |
| deutsch      | 106.900            | 10,04 %    |
| keine        | 062.400            | 05,86 %    |
| schlesisch ¹ | 024.200            | 02,27 %    |
| Roma         | 000.900            | 00,08 %    |
| ukrainisch   | 000.300            | 00,03 %    |
| russisch     | 000.100            | 00,01 %    |
| andere       | 000.900            | 00,08 %    |

| Staatsangehörigkeit  | abgegebene Stimmen | in Prozent |
| -------------------- | ------------------ | ---------- |
| nur polnisch         | 858.487            | 80,61 %    |
| polnisch und deutsch | 154.050            | 14,46 %    |
| keine                | 045.525            | 04,27 %    |
| polnisch und andere  | 003.745            | 00,35 %    |
| nur deutsch          | 002.562            | 00,24 %    |
| andere               | 000.656            | 00,06 %    |

¹ Schlesisch ist als Nationalität nicht anerkannt, trotzdem ist dieser Begriff seit der Volkszählung 2002 angewendet worden
Die Volkszählung 2021 ergab eine gegenüber der Zählung von 2011 verringerte Anzahl von 59.911 Bewohnern deutscher Nationalität, wobei der Anteil der Menschen, die eine schlesische Nationalität angaben, gegenüber 2011 gestiegen war.

### Religion

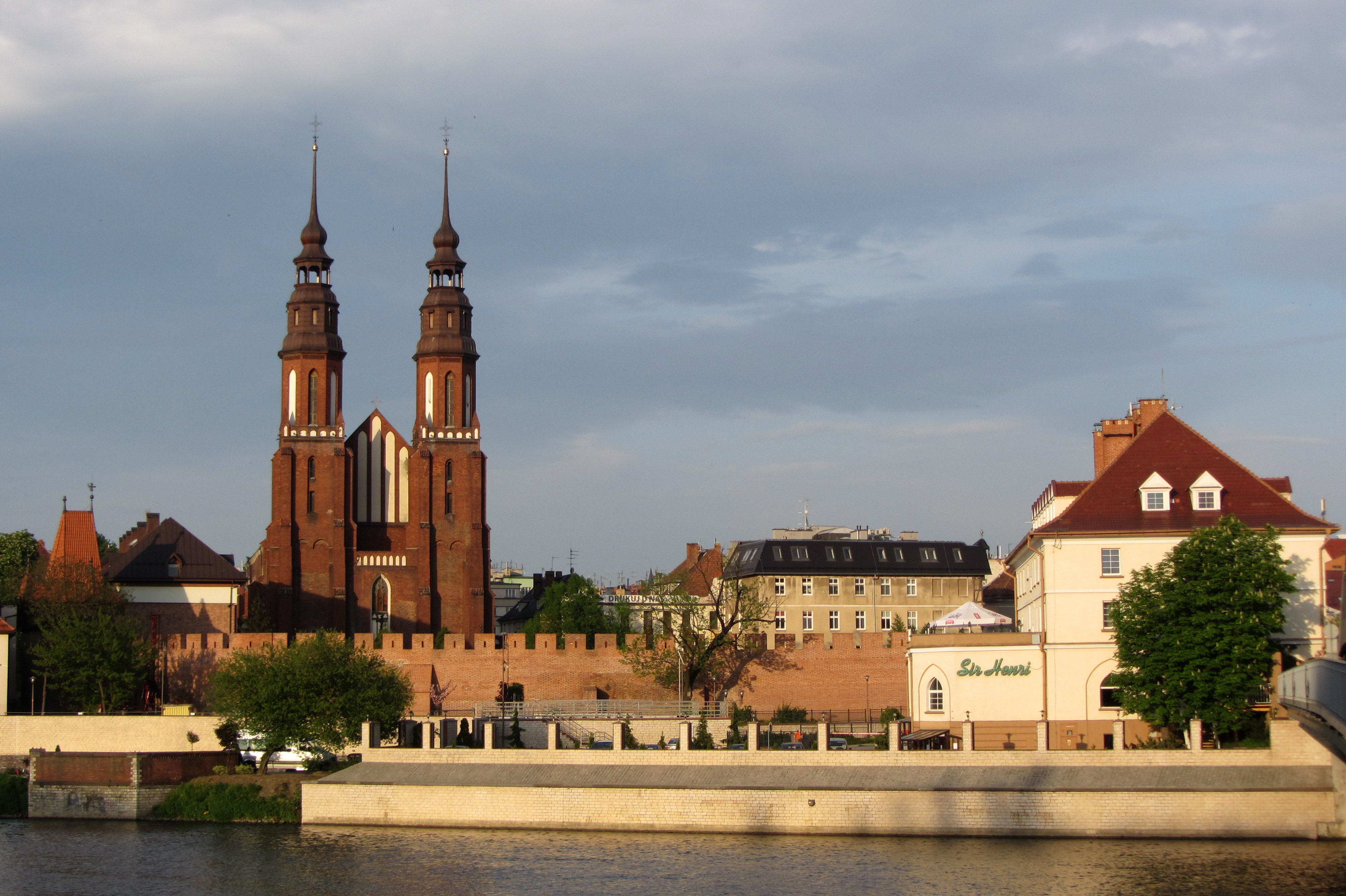
Kathedrale zum Heiligen Kreuz in Opole

Die meisten Bewohner der Woiwodschaft sind römisch-katholisch getauft. Als nächstgrößte Religionsgemeinschaften folgen die evangelischen Kirchen und die Zeugen Jehovas. Die restlichen Bewohner gehören anderen kleinen Glaubensrichtungen an oder sind konfessionslos.
Im Bistum Opole, das nicht mit dem Gebiet der Woiwodschaft Opole identisch ist, gehörten im Jahr 2016 rund 794.000 dem römisch-katholischen Glauben an. Dem Bistum gehören Teile der Landkreise Brzeg und Namysłów nicht an, zusätzlich jedoch der Landkreis Racibórz in der Woiwodschaft Schlesien.
Die größte Gruppe der Protestanten bildet die Evangelisch-Augsburgische Kirche. Die Gläubigen der Woiwodschaft Opole gehören der Diözese Katowice an und zählten im Jahr 2008 1.600 Personen (0,15 %). Ihr folgen die Anhänger der Pfingstbewegung mit 1.081 Mitgliedern (0,1 %) und zahlreiche kleinere protestantischen Kirchen. Den Zeugen Jehovas gehörten 2010 3.158 Mitglieder (0,3 %) an. Die Prozentzahlen richten sich an der Einwohnerzahl von 1.029.894 im Jahr 2010 bzw. am Jahr 2008.

### Sprache
In der Woiwodschaft Opole wird vorwiegend Polnisch (siehe auch polnisches Schlesisch) und zum Teil auch Deutsch (siehe auch deutsches Schlesisch) gesprochen. In den größeren Städten der Woiwodschaft und im Südwesten dominiert die polnische Sprache, auf dem Land und im Osten der Woiwodschaft polnisches und deutsches Schlesisch.
In 28 Gemeinden überschreitet der Anteil der deutschsprachigen Bevölkerung 20 %. In 14 dieser Gemeinden ist Deutsch offizielle Hilfssprache. Radlau durfte 2006 als erste Gemeinde in Polen zweisprachige Ortsschilder aufstellen. Inzwischen sind weitere Gemeinden gefolgt.
Der Gebrauch der deutschen Sprache und des schlesischen Dialektes war bis zur Wende verboten und wurde als Vergehen bestraft. Dies hat zur Folge, dass viele Schlesier Deutsch oder den schlesischen Dialekt gar nicht oder erst nach dem Jahr 1990 gelernt haben. Die meisten Bewohner der Woiwodschaft sprechen sowohl den schlesischen Dialekt (im Alltag) als auch die polnische Hochsprache (im Beruf). Die deutsche Sprache beherrschen die ältere Generation und auch die jüngere Generation, die Deutsch in der Schule lernen kann. Der muttersprachliche Unterricht der Minderheit war allerdings vom Bildungsministerium von drei auf eine Stunde pro Woche reduziert worden; viele Gemeinden der Wojewodschaft glichen das durch Bereitstellung kommunaler Mittel aus. Daneben gibt es fünf zweisprachige Schulen in Trägerschaft privater Vereine.
Laut Ergebnissen der letzten Volkszählung (2002) sprechen 84 % der Bevölkerung zu Hause Polnisch und 8,3 % Deutsch.

## Politik
In der Woiwodschaft Opole gibt es einen gewählten Woiwodschaftssejmik und Woiwodschaftsmarschall sowie einen von der Regierung ernannten Woiwoden. In der Woiwodschaft ist die Euroregion Praděd mit Sitz in Prudnik tätig.

### Woiwodschaftssejmik

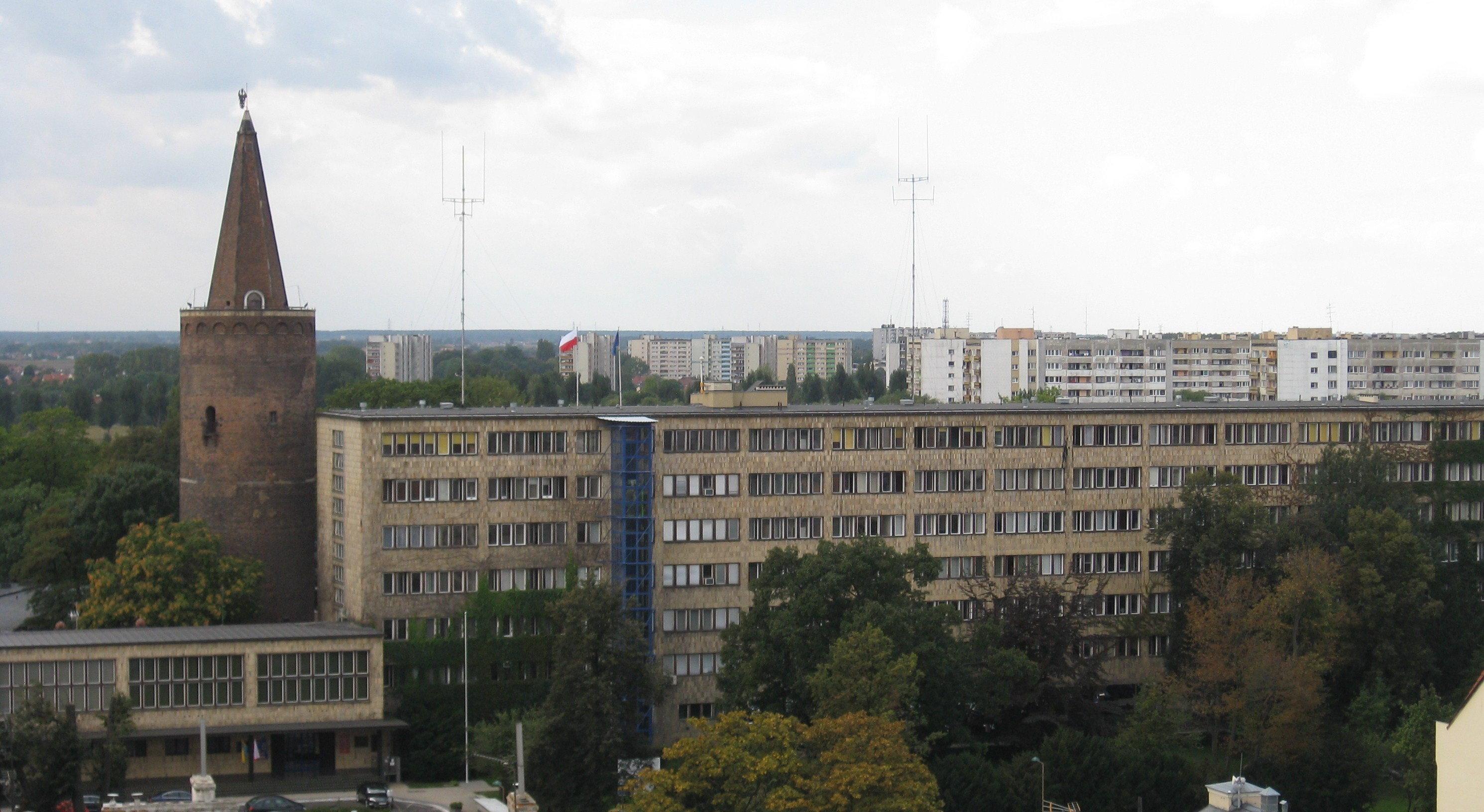
Regierungsgebäude der Woiwodschaft Opole in Opole

Bei den Selbstverwaltungswahlen in Polen 2024 wurde auch der Woiwodschaftssejmik neu gewählt. Dabei ergab sich folgendes Ergebnis:
| Wahlkomitee                                          | Stimmen in % | Mandate |
| ---------------------------------------------------- | ------------ | ------- |
| Bürgerkoalition (KO)                                 | 36,5         | 14/30   |
| Recht und Gerechtigkeit (PiS)                        | 25,3         | 10/30   |
| Schlesische Kommunalverwaltung (Deutsche Minderheit) | 16,2         | 5/30    |
| Trzecia Droga (TD)                                   | 09,3         | 1/30    |
| Übrige                                               | 12,7         | 0/30    |

In den Jahren 2018 bis 2024 setzte sich der Woiwodschaftssejmik folgendermaßen zusammen:
| Wahlkomitee                       | Mandate |
| --------------------------------- | ------- |
| Bürgerkoalition (KO)              | 13/30   |
| Recht und Gerechtigkeit (PiS)     | 10/30   |
| Deutsche Minderheit (Wahlkomitee) | 5/30    |
| Polnische Volkspartei (PSL)       | 2/30    |

### Woiwodschaftsmarschall
Woiwodschaftsmarschall ist seit dem Jahr 2014 Andrzej Buła (PO).

## Wirtschaft

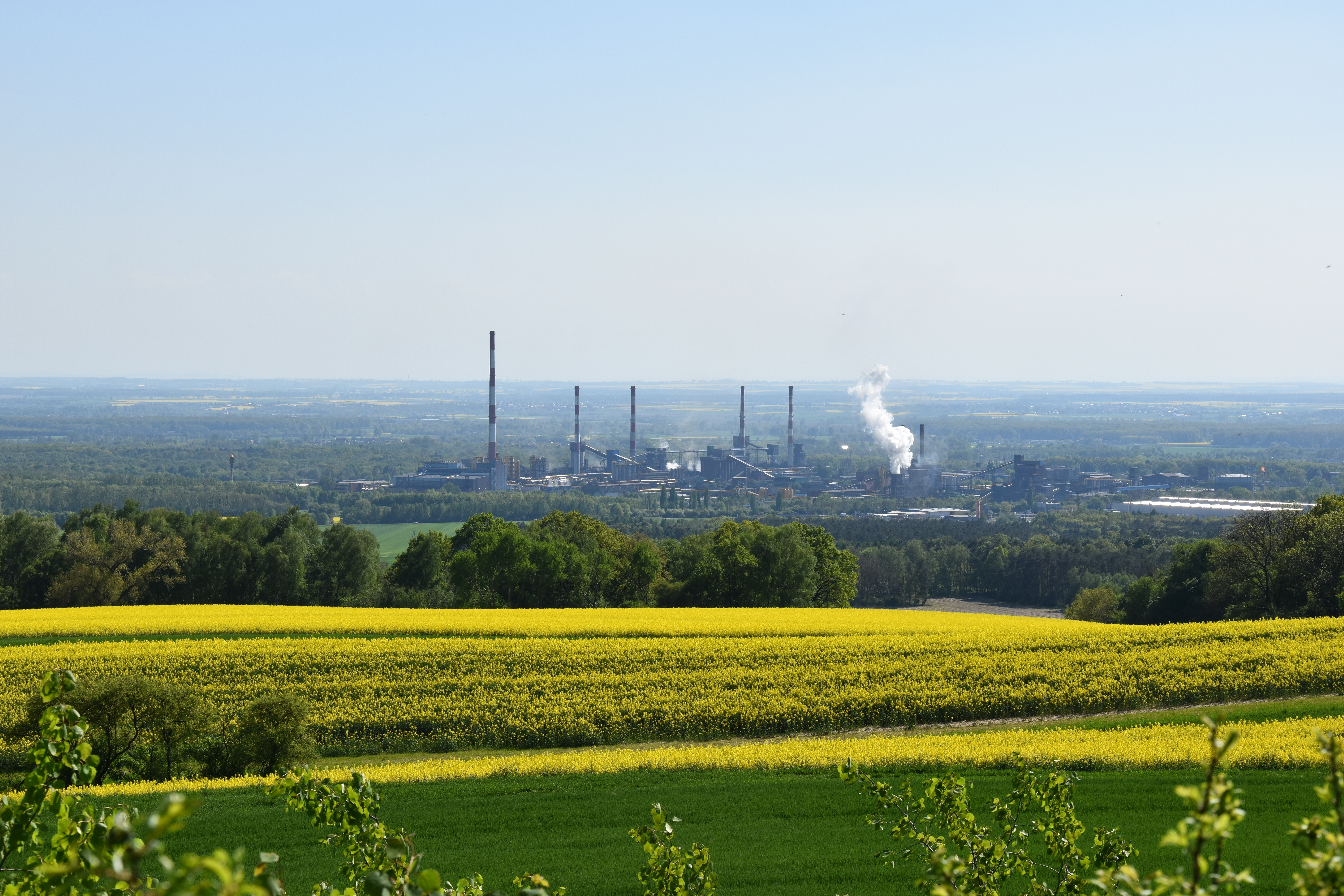
Steinkohlekokerei in Zdzieszowice (Deschowitz)

Die Woiwodschaft Opole gehört zu den strukturschwächeren Regionen in Polen. Im Vergleich mit dem BIP der EU, ausgedrückt in Kaufkraftstandards, erreichte die Woiwodschaft im Jahr 2018 einen Index von 56 (EU-27 = 100), bezogen auf den Wert pro Erwerbstätigem, erreichte Opole hingegen einen Index von 66 (EU-27 = 100).
Mit einem Wert von 0,870 erreicht Opole Platz 10 unter den 16 Woiwodschaften Polens im Index der menschlichen Entwicklung.

### Arbeitsmarkt
Die meisten Erwerbstätigen sind im tertiären Sektor (40,1 %) beschäftigt, 30 % im primären Sektor und 29,9 % im sekundären Sektor. Im Zeitraum von 2001 bis 2003 sind mehr als 10000 Stellen im sekundären Sektor abgebaut worden. Die offizielle Arbeitslosenquote lag im Dezember 2009 bei 12,6 %. Bis Juli 2020 konnte die Arbeitslosenquote auf 6,9 % gesenkt werden.
Überdurchschnittlich viele Arbeitnehmer der Woiwodschaft Opole gehen einer Arbeitsbeschäftigung in den wirtschaftsstarken Nachbarregionen Niederschlesien und Schlesien oder im Ausland, vorwiegend in den Niederlanden, Deutschland, Großbritannien oder Norwegen, nach.

### Landwirtschaft
Die Woiwodschaft Opole stellt 3,2 % der gesamten landwirtschaftlichen Flächen in Polen dar.
Zu den fruchtbarsten Böden der Region zählen die auf Löss ausgebildeten Schwarzerden, die im Südwesten der Woiwodschaft verbreitet sind. Die Böden der Woiwodschaft zählen zu den ertragreichsten Böden in Polen. Es werden vorwiegend Zuckerrüben, Getreide, Raps und Kartoffeln angebaut.

### Industrie
Die Verbreitung der Industrie in der Woiwodschaft ist vorwiegend auf Städte und den südlichen Abschnitt der Oder von Krapkowice bis nach Kędzierzyn-Koźle beschränkt. Die größten Industriezentren sind im Raum Opole und im Powiat Kędzierzyńsko-Kozielski anzutreffen. Zu den dominierenden Industriebranchen der Woiwodschaft gehören die Kraftstoffindustrie (Steinkohlekoks in Zdzieszowice), der Elektromaschinenbau, die Baubranche (Zement, Kalk), die Mineralstoff-, Chemie-, Automobil- und Möbelindustrie sowie die Lebensmittelindustrie. Der Schwerpunkt der chemischen Industrie befindet sich um Kędzierzyn-Koźle. Der Abbau von natürlichen Ressourcen für die Baubranche ist im Zentrum der Woiwodschaft am meisten verbreitet. In der Stadt Opole und Umgebung ist die Industrie vielseitig.
In der Woiwodschaft gibt es keine größeren Mineralvorkommen, mit Ausnahme von Gesteinsvorkommen, zu denen Kalksteine, Mergel, Granite und Basalte gehören. Sie werden in größeren Mengen im zentralen Teil der Woiwodschaft, in Jakobswalde und im Zuckmanteler Bergland (Grauwackenbergwerk in Dębowiec bei Prudnik) abgebaut.

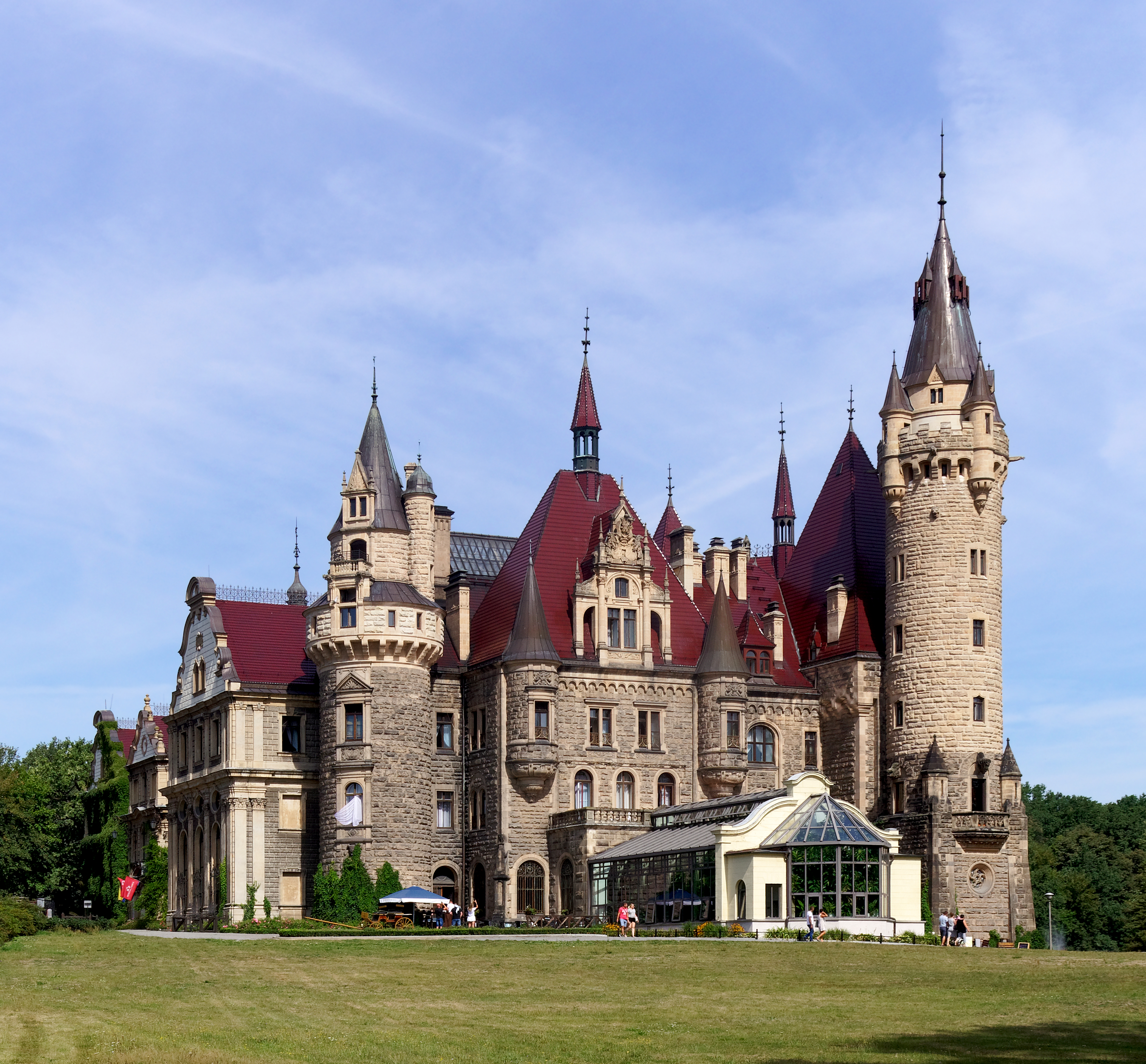
Schloss Moschen unweit von Krapkowice

### Tourismus
Zu den touristischen Sehenswürdigkeiten der Woiwodschaft zählen Städte wie Opole, Brzeg, Nysa, Paczków, Prudnik, Głuchołazy und Głogówek, der Wallfahrtsort Góra Świętej Anny (St. Annaberg) sowie zahlreiche Schlösser in der Region, wie beispielsweise in Moschen. Ebenfalls von touristischer Bedeutung sind der Jezioro Nyskie und der Jezioro Turawskie.

### Öffentliche Einrichtungen
Die Feuerwehr Opole sorgt für den Brandschutz und die allgemeine Hilfe in ihrem Stadtgebiet und in der Woiwodschaft. In Opole befindet sich ein großer Feuerwehrkomplex, der aus einer Berufsfeuerwehr einschließlich Wasserrettung, dem Woiwodschaftskommando mit der Feuerwehrschule sowie aus dem Kreiskommando besteht.

## Infrastruktur

### Straße
Von Nordwesten nach Südosten wird die Region von der Europastraße 40 (polnische Autobahn A4) durchquert, der wichtigsten Verkehrsachse im Süden Polens. Sie verbindet die Woiwodschaft Opole in Richtung Westen mit Wrocław und in Richtung Osten mit Katowice und Kraków.
Weitere bedeutende Straßenverbindungen in der Woiwodschaft Opole sind:
- Landesstraße 11: Koszalin – Poznań – Kluczbork – Katowice
- Landesstraße 38: Kędzierzyn-Koźle – Głubczyce – Krnov
- Landesstraße 39: Kępno – Namysłów – Brzeg – Strzelin
- Landesstraße 40: Głuchołazy – Prudnik – Kędzierzyn-Koźle – Pyskowice
- Landesstraße 41: Nysa – Prudnik
- Landesstraße 42: Namysłów – Kluczbork – Radomsko
- Landesstraße 45: Wieluń – Kluczbork – Opole – Racibórz – Ostrava
- Landesstraße 46: Kłodzko – Nysa – Opole – Lubliniec – Częstochowa
- Landesstraße 88: Strzelce Opolskie – Autobahn A4

Das befestigte Straßennetz der Region hatte im Jahr 2019 eine Gesamtlänge von rund 8.461 Kilometern, davon entfielen 88 Kilometer auf Autobahnen.
Darüber hinaus existierten in der Woiwodschaft Opole im Jahr 2019 ausgebaute Radwege auf einer Länge von 511 Kilometern.

### Eisenbahn

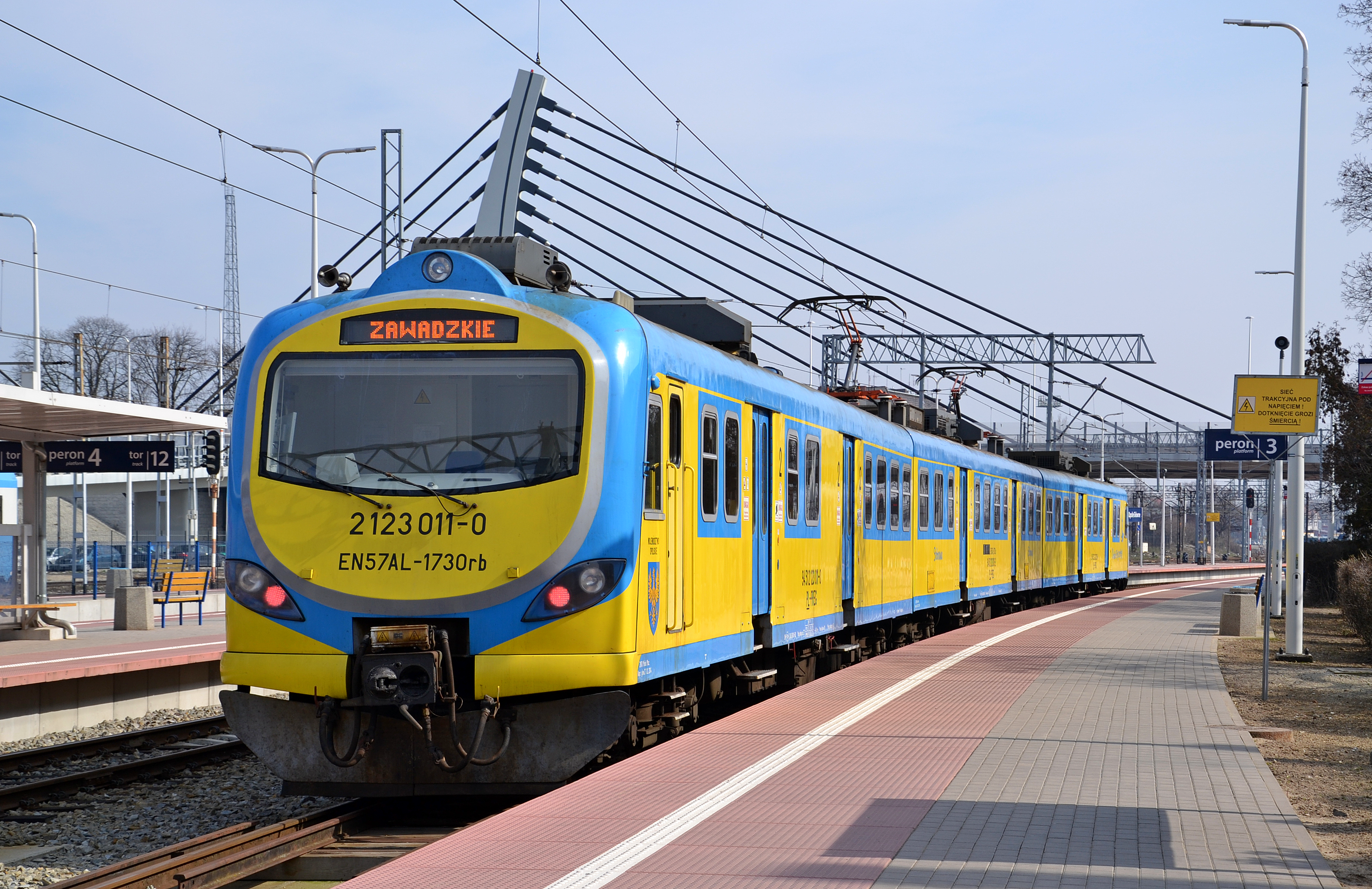
Regionalzug am Bahnhof Opole Główne

Das Eisenbahnnetz der Region hatte im Jahr 2019 eine Gesamtlänge von insgesamt 786 Kilometern, wovon 437 Kilometer elektrifiziert waren.